# Biemme
La Biemme Sport è un'industria italiana di abbigliamento sportivo, con sede a Brogliano in provincia di Vicenza. È stata fondata nel 1978 da Maurizio Bertinato. È specializzata per lo più nel settore dell'abbigliamento da ciclismo.